# Максуді Садрі
Садрі Максуді (тат. Sadrıy Maqsudıy; Садрый Максудый, тур. Sadri Maksudi Arsal, рос. Садретдин Низаметдинович Максу́дов, 1878— 1957) — татарський і турецький політичний діяч, правник.

## Біографія
Народився в селі Ташсу Казанського повіту Казанської губернії (тепер Високогорський район Татарстана) в родині мулли. Навчався в медресе Апанаєва в Казані, медресе Ісмаїла Гаспринського в Бахчисараї, закінчив «вчительську школу» в Казані, юридичний факультет Паризького університету, отримав ступінь кандидата права.
В 1906 повернувся до Казані, де розпочав політичну діяльність. В серпні 1906 р. увійшов до Центрального Комітету ліберально-демократичної партії партии «Іттіфак аль-Муслимін», обраний депутатом другої Державної Думи від Казанської губернії. Входив до бюро Думи, брав участь у візиті думської делегації до Британії. Після розгону другої Думи, переобраний до Думи третього скликання. В 1910 р. відвідував як член мусульманської фракції Урал, Туркестан і Кавказ. Балотувався і до четвертої Думи, але не пройшов. Повернувся до адвокатської практики.
Після повалення царату увійшов до Казанського мусульманського комітету (створений 7 березня), згодом — до Тимчасового центрального бюро російських мусульман. 5 січня 1918 р. Садрі Максуді очолив Міллі Ідаре — уряд штату Ідель-Урал.
Після розгону більшовиками Ідель-Уралу емігрував до Фінляндії, звідти — до Франції, для участі у Паризький мирній конференції. До Татарстану більше не повернувся. Викладав у Сорбонні історію тюрків.
В 1924 р. із курсом лекцій відвідав Туреччину, де зустрівся з Мустафою Кемалем і був запрошений ним до участі в будівництві нової республіки. Був співзасновником правничої школи в Анкарі, викладав у ній. Згодом перебрався до Стамбулу, де читав лекції у місцевому університеті. Брав активну участь у створенні Товариства вивчення турецької мови і Товариства вивчення турецької історії. Автор багатьох праць з історії і філософії права. Тричі — в 1931—1935, 1935—1939 и 1950—1954 обирався депутатом меджлісу, входив до турецької делегації в Лізі Націй.
Помер у Стамбулі в 1957 році.

## Праці
- Maksudi, S. (1898). Maişet, Kazan. İkinci baskı: 1914.
- Maksudi, S. (1912). İngiltereye Seyahat, Kazan.
- Maksudi, S. (1927). Hukuk Tarihi Dersleri, Ankara: Ankara Hukuk Fakultesi Yayınları. Лекции по истории права
- Maksudi, S. (1928). Türk Hukuk Tarihi, Ankara: Ankara Hukuk Fakultesi Yayınları.
- Maksudi, S. (1930). Türk Dili İçin, Ankara: Türk Ocakları Yayınları.
- Maksudi, S. (1933). İskitler-Sakalar, Ankara: Türk Tarihinin Anahatları Serisi, No. 5.
- Maksudi, S. (1934). Orta Asya Türk Devletler, Ankara: Türk Tarihinin Anahatları Serisi, II, No. 19.
- Maksudi, S. (1937). Hukukun Umumi Esasları, Ankara: Ankara Hukuk Fakultesi Yayınları. общие принципы права
- Maksudi, S. (1941). Umumi Hukuk Tarihi, Ankara: Ankara Hukuk Fakultesi Yayınları. İkinci baskı: 1944. Üçüncü baskı: 1948.
- Maksudi, S. (1946). Hukuk Felsefesi, İstanbul: İstanbul Hukuk Fakültesi Talebe Cemiyet Yayınları.
- Maksudi, S. (1947). Türk Tarihi Ve Hukuk, İstanbul: İstanbul Hukuk Fakültesi Yayınları.
- Maksudi, S. (1955). Milliyet Duygusunun Sosyolojik Esasları, İstanbul. İkinci baskı: 1975. Üçüncü baskı: 1979.
- Maksudi, S. (1940). Teokratik Devlet ve Laik Devlet, İstanbul — İstanbul Üniversitesi Yayınları.
- Maksudi, S. (1940). İngliz Amme Hukukunun İnkişafı Safhaları, İstanbul — İstanbul Hukuk Fakültesi Yayınları.
- Maksudi, S. (1945). Farabi'nin Hukuk Felsefesi, İstanbul — İstanbul Hukuk Fakültesi Yayınları.
- Maksudi, S. (1947). Kutadgu-Bilig, İstanbul — İstanbul Hukuk Fakültesi Yayınları.